# Puits de Bennwihr
Le puits de Bennwihr est un monument historique situé à Bennwihr, dans le département français du Haut-Rhin.

## Localisation
Ce bâtiment est situé au 3, rue du Général-de-Gaulle à Bennwihr.

## Historique
L'édifice fait l'objet d'une inscription au titre des monuments historiques depuis 1932.